# Yūmi Yoshikawa
Pour les articles homonymes, voir Yoshikawa (homonymie).
Yūmi Yoshikawa (吉川有美, Yoshikawa Yūmi), née le 4 septembre 1973, est une femme politique japonaise, représentant la préfecture de Mie à la Chambre des conseillers du Japon pour le Parti libéral-démocrate japonais. Elle est nommée en 2021 dans le gouvernement Kishida au poste de secrétaire parlementaire chargée de l'Économie, du Commerce et de l'Industrie, ainsi que secrétaire parlementaire chargée des relations avec le bureau du Cabinet.

## Jeunesse et études
Yūmi Yoshikawa est née le 4 septembre 1973, dans la préfecture de Mie. En 1997, elle rejoint l'Université d'agriculture et de technologie de Tokyo pour y effectuer son premier cycle universitaire. Pour son sujet de mémoire, elle se spécialise dans les recherches visant à combler le déficit d'agriculteurs et le développement de l'agriculture régionale. 
Avant sa carrière électorale, Yoshikawa est employée par une banque japonaise, le Sumitomo Mitsui Financial Group. 

## Carrière électorale

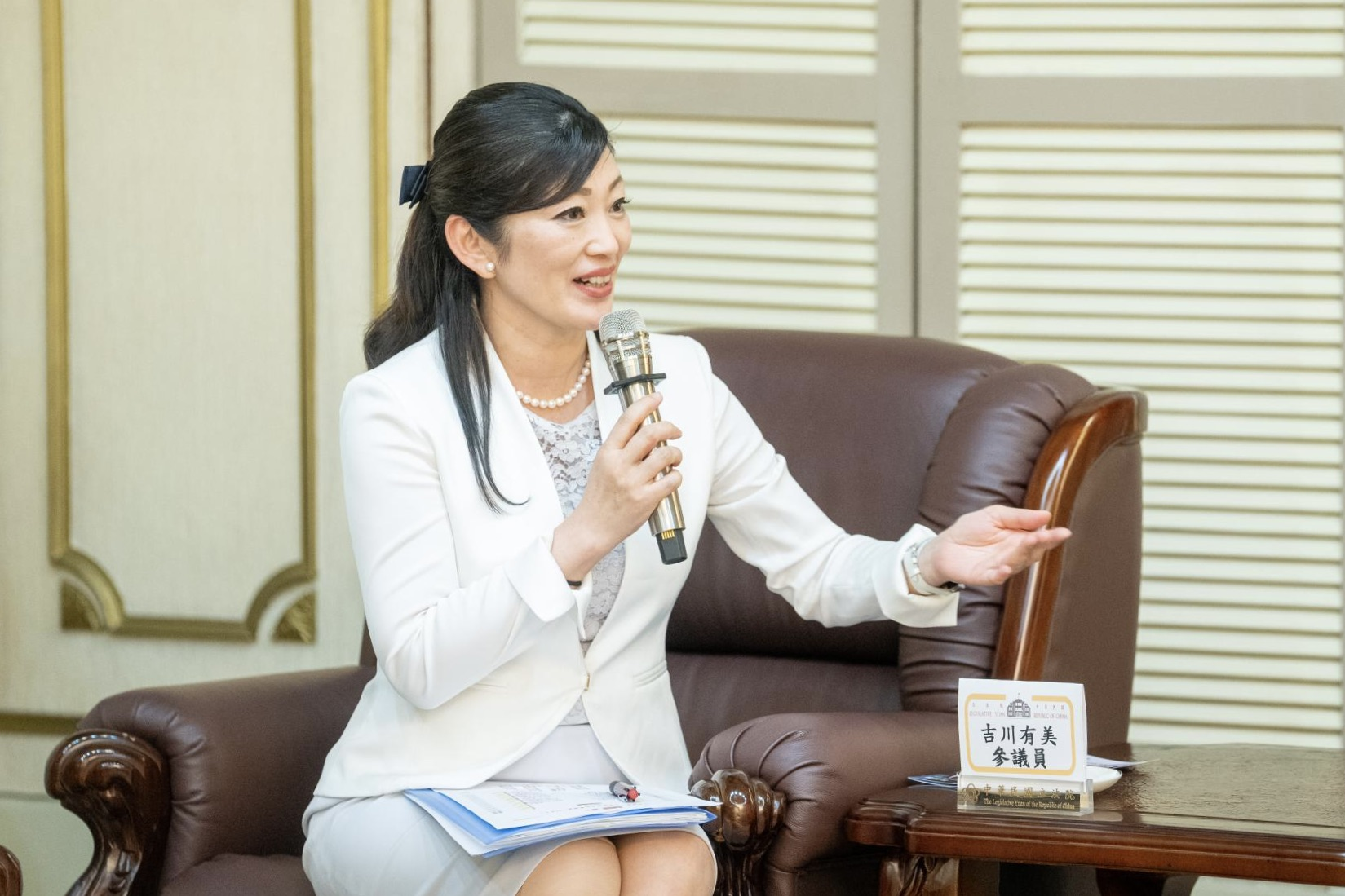
Yoshikawa en 2024.

En 2013, elle se présente à l'élection de la chambre des conseillers du Japon dans le district électoral de la préfecture de Mie, représentant le parti libéral-démocrate. Elle est opposée au député sortant Chiaki Takahashi, proche de l'ancien ministre des affaires étrangères et président du parti démocrate Katsuya Okada. Elle remporte cette élection, une première dans ce bastion démocrate, resté à gauche depuis cinq législatures. Elle devient également la première femme représentante de la région à la Diète depuis plus de cinquante ans. 
Elle est réélue à ce poste en juillet 2019, et est désignée présidente du comité de l'éducation et des sciences de la Chambre des conseillers.
En 2020, elle est nommée à la tête du Bureau des femmes du parti libéral-démocrate, remplaçant Junko Mihara,.
En octobre 2021, elle est nommée secrétaire parlementaire chargée de l'économie, du commerce et de l'industrie dans le cabinet Kishida. Elle est reconduite à ses fonctions après les élections législatives du 31 octobre.
Elle est candidate à se réélection lors des élections à la Chambre des conseillers du Japon de 2025, mais ne parvient pas à conserver son siège, et est battue par la candidate de l'opposition.

## Prises de positions
Yoshikawa est une fumeuse régulière et est affiliée au lobby du tabac japonais.
Yūmi Yoshikawa s'implique dans la lutte contre les discriminations faites aux femmes à l'embauche, notamment dans le milieu de la politique japonaise. Elle milite pour une féminisation du métier, notamment au sein de son parti, le LDP. Elle est notamment à l'origine de mesures visant à augmenter le nombre de femmes candidates aux élections représentant le LDP.

## Controverses
En 2020, Yoshikawa est accusée de dépenser des fonds provenant d'un compte du parti pour payer une amende routière. Son cabinet plaide une erreur humaine et assure que l'affaire a été régularisée.
Yosikawa est également impliquée dans le scandale des caisses noires du PLD.